# Port lotniczy Alderney
Port lotniczy Alderney (IATA: ACI, ICAO: EGJA) – port lotniczy położony na wyspie Alderney (Wyspy Normandzkie).

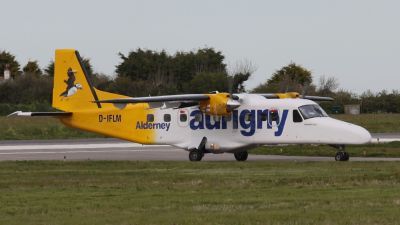
Samolot lokalnej linii lotniczej Aurigny na lotnisku Alderney

Lotnisko Alderney zbudowano w 1938 roku, było ono pierwszym portem lotniczym na Wyspach Normandzkich. Obecnie lotnisko obsługuje dziennie kilka regularnych bezpośrednich lotów z Southampton i Guernsey, a także samoloty lotnictwa ogólnego.
Lotnisko posiada niewielki terminal, zbudowany w 1968 roku. Znajduje się w nim hala przylotów i odlotów, punkty odprawy oraz punkty kontroli bezpieczeństwa, a także niewielki bufet.
Port lotniczy Alderney od 2020 roku ma zostać główną bazą operacyjną lokalnej linii lotniczej Air Alderney, która ma obsługiwać lokalne loty na i pomiędzy Wyspami Normandzkimi. 

## Linie lotnicze i połączenia
| Linia lotnicza       | Kierunek                     |
| -------------------- | ---------------------------- |
| Aurigny Air Services | 1. / Guernsey 2. Southampton |